# Giclée

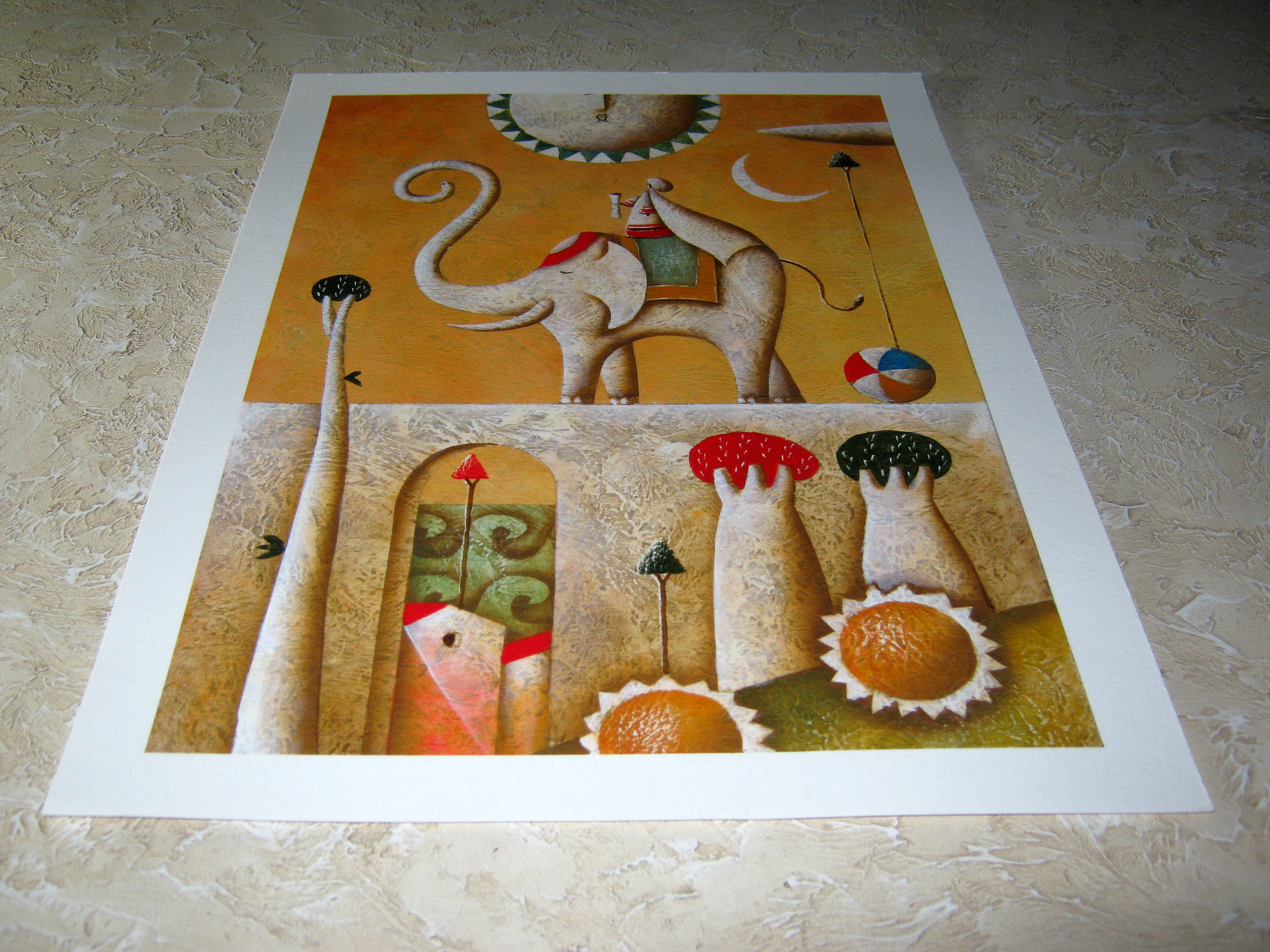
Giclée

Giclée é um neologismo cunhado em 1991 pelo gravurista Jack Duganne para impressões digitais de arte feitas em impressoras a jato de tinta. O nome era originalmente aplicado a impressões de arte criadas numa impressora Iris modificada num processo inventado no final dos anos 80. Desde então, tem sido usado livremente para designar qualquer impressão de jato de tinta de arte, na maioria das vezes de arquivo. É frequentemente usado por artistas, galerias e gráficas para sugerir impressão de alta qualidade, mas como é uma palavra não regulamentada, não tem garantia de qualidade associada.